# Thesaurus Indogermanischer Text- und Sprachmaterialien
Der Thesaurus Indogermanischer Text- und Sprachmaterialien (TITUS) ist ein internationales wissenschaftliches Projekt zur koordinierten Erfassung von relevanten Originaltexten altüberlieferter indogermanischer Sprachen, das von folgenden Instituten getragen wird:
- Institut für Empirische Sprachwissenschaft der Johann Wolfgang Goethe-Universität Frankfurt am Main,
- Ústav starého Predního východu der Karls-Universität Prag,
- Almen og Anvendt Sprogvidenskab der Universität Kopenhagen und des
- Departamento de Filología Clásica y Románica (Filología Griega) der Universidad de Oviedo, Spanien.

Gegenwärtiger Projektleiter ist Jost Gippert (Frankfurt am Main).
Das Projekt wurde 1987 unter dem Namen „Thesaurus indogermanischer Textmaterialien auf Datenträgern“ ins Leben gerufen. Zusammen mit einer Ausweitung der ursprünglichen Zielsetzung erfolgte 1990 die Umbenennung zur jetzigen Projektbezeichnung. Seit 1995 sind die Texte des Projekts teilweise im Internet abrufbar. Noch in Bearbeitung befindliche Texte sind nur für Projektmitglieder verfügbar.